# Mieczysław Miazga (socjolog)
Mieczysław Miazga (ur. 15 grudnia 1951 we Frampolu) – polski socjolog, urbanista, regionalista, pisarz.

## Życiorys
Ukończył socjologię na Katolickim Uniwersytecie Lubelskim (1974) oraz planowanie przestrzenne na Wydziale Architektury Politechniki Warszawskiej (1977). Na Wydziale Nauk Społecznych KUL obronił doktorat w 1983 oraz habilitował się w 2002 w oparciu o dorobek naukowy oraz publikację „Społeczne problemy kształtowania przestrzeni. Przykłady studiów i badań na rzecz planowania i zarządzania przestrzenią w różnych skalach”.
W latach 1974–1985 był pracownikiem naukowym lubelskiej placówki Instytutu Kształtowania Środowiska, gdzie współtworzył „Solidarność”. Wykonał serię badań socjologicznych nad społecznymi aspektami przemian Lubelskiego Zagłębia Węglowego oraz kierował interdyscyplinarnymi studiami społeczno-przestrzennymi obszaru „Ściany Wschodniej”.
W latach 1990–2005 w ramach prac badawczych Instytutu Gospodarki Przestrzennej i Komunalnej w Warszawie zrealizował liczne studia m.in. na rzecz reform ustroju terytorialnego, dotyczące regionalizacji i społecznych uwarunkowań nowego podziału terytorialnego oraz decentralizacji państwa i zadań administracji publicznej. 
Prowadził także socjologiczne badania dla potrzeb planistycznych m.in. na terenie Nowego Sącza, aglomeracji lubelskiej, Popradzkiego Parku Krajobrazowego, Zielonych Płuc Polski. Ponadto jego zainteresowania badawcze dotyczą zagadnień osadnictwa, planowania przestrzennego, strategii rozwoju lokalnego i regionalnego, socjologii regionu oraz współczesnych procesów społeczno-przestrzennych.
W latach 2007–2019 był profesorem nadzwyczajnym w Wyższej Szkole Przedsiębiorczości i Administracji w Lublinie na Wydziale Nauk Społecznych i Humanistycznych (socjologia) oraz na Wydziale Nauk Technicznych (gospodarka przestrzenna), jednocześnie w latach 1997–2018 był związany stałym zatrudnieniem z Kancelarią Prezesa Rady Ministrów w Warszawie. 
Od 2018 współpracuje z Narodowym Instytutem Architektury i Urbanistyki w Warszawie. 
Od 1975 jest członkiem Polskiego Towarzystwa Socjologicznego.
Jest bratankiem ks. Tadeusza Miazgi, muzykologa i kompozytora, z którym w latach 1970-1985 współpracował w charakterze sekretarza.
Obecnie zajmuje się działalnością pisarską. Opublikował powieść zatytułowaną Od dzwonu do dzwonu.

## Wybrane publikacje
- Procesy integracji społeczności miejskiej. Studium socjologiczne na przykładzie Łęcznej, Warszawa 1986
- Integrationsprozesse in der industrialisierten Stadt. (w:) Integrationsprozesse in der modernen Gesellschaft. Lublin 1988
- Miasto i jego przestrzeń a procesy i zjawiska społeczne. Warszawa 1990
- Rural depopulation and agriculture in Mid-Eastern Poland. (w:) The Processes of Depopulation of Rural Areas in Central and Eastern Europe. Warszawa 1990
- Wyludnianie się wsi lubelskiej. Uwarunkowania, następstwa środki zaradcze. Warszawa 1990
- The local Governments and the Idea of Post-Communist Regionalization of Poland. „Polish Political Science Yearbook” T. XXII-XXIII, Toruń 1993
- Społeczne podstawy planowania przestrzennego. „Człowiek i Środowisko” 1994, nr 3
- Warszawa w strukturze osadniczej Polski. Warszawa 1996 (współautorstwo z Z. Dembowską)
- Społeczne problemy kształtowania przestrzeni. Przykłady studiów i badań na rzecz planowania i zarządzania przestrzenią w różnych skalach. Warszawa 2001
- Strategie rozwoju województw. Kraków 2001 (współautorstwo z D. Piwińską)
- Polis i kosmos - zbiorowość i ład przestrzenny. (w:) Polska. Europa. Świat. 10 lat WSPiA w Lublinie. Lublin 2008
- Z zagadnień socjologii regionu.  Lublin 2010
- Uwarunkowania wzrostu i depopulacji byłych miast wojewódzkich. (w:) Przemiany miast polskich po 1989. Lublin 2010
- Utopie społeczno-urbanistyczne a planowanie miast. „Człowiek i Środowisko” 2014, nr 38
- Aktywność lokalna i jej uwarunkowania. (w:) Dialog obywatelski. Formy, mechanizmy, bariery i perspektywy rozwoju. Lublin 2014